# Megatropis rubella
Megatropis rubella är en insektsart som beskrevs av Frederick Arthur Godfrey Muir 1913. Megatropis rubella ingår i släktet Megatropis och familjen Derbidae. Inga underarter finns listade i Catalogue of Life.